# Haslochbach

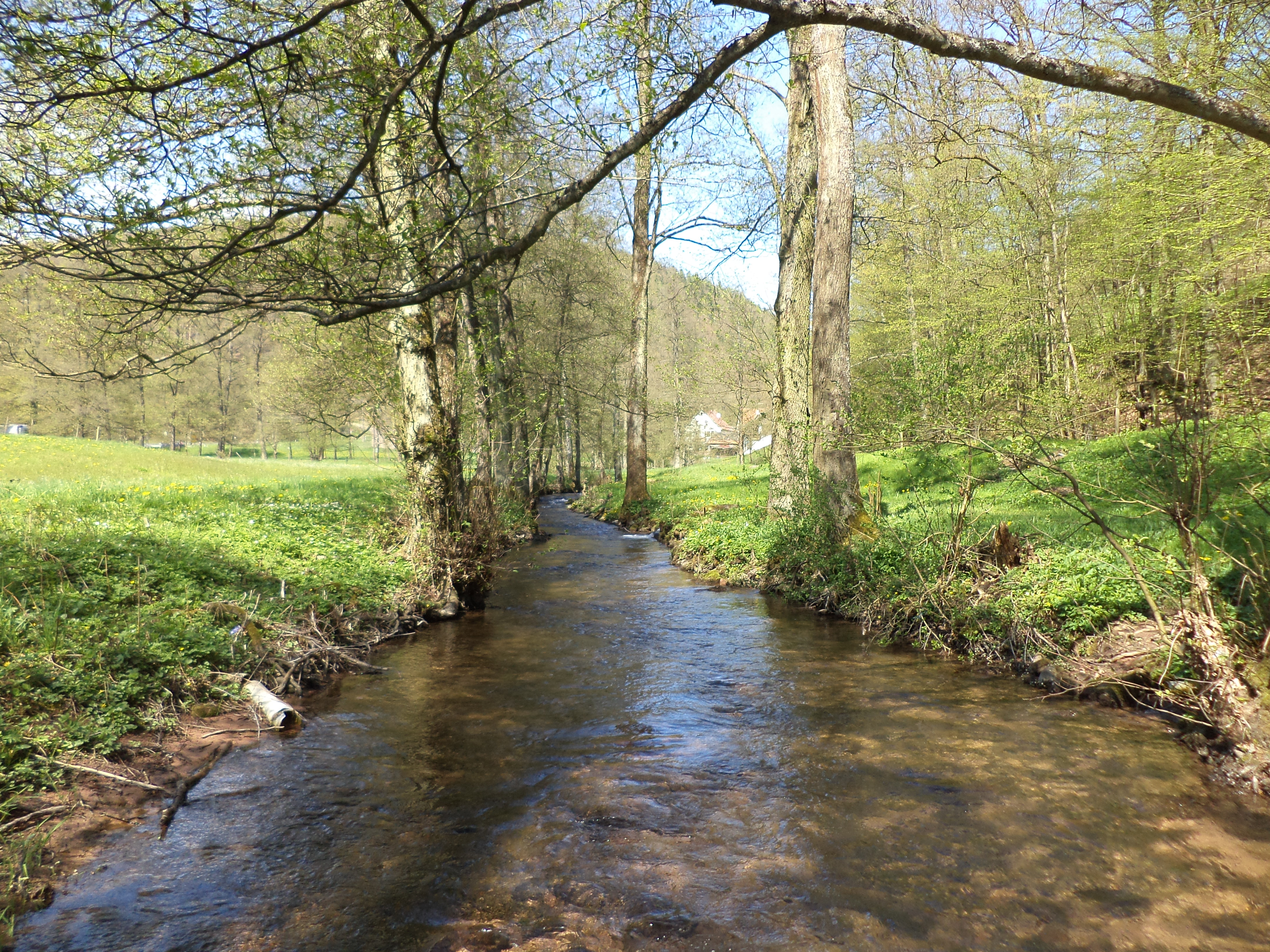
La rivière Haslochbach, près du moulin Schneidmühle.

L'Haslochbach est un petit cours d'eau en Bavière (Allemagne). La rivière se jette dans le Main à l'est d'Hasloch.

## Cours
L'Haslochbach prend sa source dans l'Haselbrunnen dans la vallée de Haseltal, au pied du Geiersberg, le point culminant du Spessart.
La rivière traverse deux étangs, puis se dirige vers le sud et passe sous le pont de l'Haseltalbrücke (A 3) sur la Bundesautobahn 3. Elle marque la limite entre l'arrondissement de Hiltenberg et l'arrondissement de Main-Spessart, puis se  dirige vers le sud-est.
Elle traverse le village de Schollbrunn, qui se trouve sur une colline au sud. La vallée de l'Haslochbach commence au moulin Zwieselsmühle et prend donc ici le nom de Mühlental; la petite rivière passe les moulins de Nickelsmühle et de Fechermühle, longe les ruines de la chapelle médiévale Saint-Marc de Schollbrunn. Au moulin de Fechermühle, le petit cours d'eau du nom de Kropfbach ou Klosterbach (ruisseau du couvent) se jette dans la rivière en venant de l'est en provenance de la chartreuse de Grünau. Cela marque la fin de la vallée Mühlental (vallée des Moulins).
Ensuite l'Haslochbach  passe le Barthelsmühle, parallèle à la route ST2316, puis se jette dans le Main à l'est d'Hasloch.

## Source de la traduction
- (de) Cet article est partiellement ou en totalité issu de l’article de Wikipédia en allemand intitulé « Haslochbach » (voir la liste des auteurs).